# Permòdol
En construcció, es diu permòdol la part de davant d'una biga que aguaita a l'exterior i suporta la cornisa o ràfec. Com a evolució d'aquesta accepció, el terme també pot ser usat per a designar la peça -de qualsevol material- que suporta els extrems d'una coberta o una llinda.
Originàriament, el permòdol era usat en economia de mitjans com a element constructiu per a suportar la cornisa aprofitant la mateixa biga que sustenta la teulada. Però la seua forma va evolucionar per ser emprat com a element merament decoratiu fins al punt de perdre'n la utilitat primitiva; passà a ser una peça exempta no portant. Això va derivar en nombroses formes escultòriques que només servien per embellir les cobertes exteriors i interiors, o les llindes dels vans.
|  |  |